# 廖菊华
廖菊华（？—），女，广东人，中华人民共和国外交官，曾任中华人民共和国驻奥克兰总领事和中华人民共和国驻萨摩亚独立国特命全权大使。

## 生平
1978年，进入中华人民共和国外交部工作，先后在驻美国联络处、驻美国大使馆和外交部条约法律司、外交部台湾事务办公室、驻加拿大大使馆、外交部外事管理司任职。2000年，任驻奥克兰总领事馆副总领事。2003年，任外交部外事管理司参赞。2008年8月，出任中华人民共和国驻奥克兰总领事。2013年4月，出任中华人民共和国驻米兰总领事。2014年12月，自驻米兰总领事离任。

## 家庭
已婚，有一子。